# Киети
Киѐти (на италиански: Chieti) е град и община в североизточната част на Южна Италия.

## География
Град Киети се намира в област (регион) Абруцо на едноименната провинция Киети на 16 км южно от брега на Адриатическо море. Разположен е в долината на река Пескара, която тече зад северната му част. Той е главен град на провинция Киети. На около 17 км северно от града се намира центъра на съседната провинция град Пескара. Има жп гара по линията между Рим и Пескара. Население 53 642 жители от преброяването през 2012 г.

## История
Киети е един от най-старинните градове в Италия, според легендата е основан от гръцкия герой Ахил, който го нарича Teate в чест на майка си; героят е изобразен на герба на града, яхнал кон с копие и щит с бял кръст на червено поле и четири ключа, вероятно символ на четирите градски врати.
Според други легенди Киети е основана от пеласгите в чест на нимфата Тетида. Според гръцкия историк Страбон градът е основан от аркадите и в началото се е казвал Tegeate.
Със сигурност може да се твърди че Киети е античният град Teate Marrocinorum, столица на войнствения народ Маручини, които водели ожесточени борби и боеве срещу Рим, завършили с мирен договор; от него момент Маручините станали най-верните съюзници на римляните, като им оказали военна поддръжка в много битки (срещу цар Пир, срещу Цизалпийска Галия, срещу Персей, срещу Ханибал и Хаздрубал).
В 91 г. пр.н.е. Киети влиза окончателно в орбитата на Рим: става главен икономически център на областта и достига 60 000 жители.
След падането на Римската империя, Киети е разрушена от набезите на вестготите и ерулите, но възвръща ролята си в периода на лонгобардите, докато не е разрушена от Пипин и за два века е зависима от Беневенто.
По-късно е под нормански контрол, градът отново става оживен и динамичен и продължава да играе важна роля и в периода на владичеството на свевите.
В периода на Анжуйската и Арагонската династии Киети се развива много и става главен град на Абруцо, с право на собствено монетосечене.
През XVII век в периода на Контрареформацията, когато се засилва църковната власт, биват построени внушителни сгради като Palazzo del Seminario Diocesano, Torre Arcivescovile, Cattedrale di San Giustino.
В 1656 г. населението на Киети намалява драстично поради чумна епидемия.
Във втората половина на XVIII век Киети започва пак да се развива с известен динамизъм, преди всичко в културно отношение, основават се школи и академии (в този период историкът и поет Федерико Валиняни основава известната Colonia Tegea)
През XIX век започва френската оккупация.
В периода на Ризорджименто много жители на Киети активно участват в националноосвободителните борби за обединение на Италия и плащат със затвор и гонения.
В 1860 г. градът посреща триумфално Виктор Емануил II и се присъединява към Кралство Италия.

## Архитектура
Голяма част от града има средновековен вид с характерни стръмни е тесни улички.

## Икономика
Селскостопански и текстилен център

## Спорт
Представителният футболен отбор на града се казва СС Калчо Киети 1922 (S.S. Calcio Chieti 1922)

## Личности, родени в Киети
- Алесандро Валиняни (1539 – 1606), мисионер